# Семёнов, Анатолий Николаевич
Анато́лий Никола́евич Семёнов (29 ноября 1958, Суворов, Тульская область) — советский и российский футболист, полузащитник. Мастер спорта России (1992). Тренер.

## Карьера
Заниматься футболом начал в родном Суворове в юношеской команде «Энергия». Играл за калужские клубы «Турбостроитель» (в первенстве области) и «Локомотив» (во второй лиге).
В 1983 году перешёл в тульский ТОЗ, впоследствии переименованный в «Арсенал». Первый мяч в составе туляков забил 1 июня 1983 года в ворота московской ФШМ. В Туле отыграл 13 сезонов, провёл более 400 матчей, был капитаном команды. Несмотря на то что часто играл в группе защиты, за всю карьеру получил только одну красную карточку. По собственным словам, получал предложения из Калуги и Рязани, но не захотел покидать тульскую команду.
Первый игрок «Арсенала», которому болельщики посвящали индивидуальные кричалки («Марадона — ерунда, вот Семёнов — это да!»). Трижды признавался футболистом года в составе туляков (1983, 1985, 1991).
Был удостоен звания мастера спорта за 10 сезонов подряд, проведённых за команду второй лиги. Последний раз сыграл за «оружейников» 28 июля 1995 года в своём прощальном матче с сербским клубом «Раднички» Ниш (1:2). Первый футболист «Арсенала», в честь которого провели прощальный матч.
В 1996 году провёл последние матчи в профессиональной карьере за тульский «Луч», где был играющим тренером. Участвовал в двух поединках Кубка России.
После завершения игровой карьеры работал тренером в фарм-клубе «Арсенала».
Ныне занимает должность заместителя директора базы тульского «Арсенала» — стадиона «Тулажелдормаш». Выступает в первенстве области за ветеранов «Арсенала».